# أكايوا (أوكاياما)
مدينة أكايوا (بالإنجليزية: Akaiwa)‏ هي أحد المدن التابعة لمحافظة أوكاياما. تأسست رسميًا في 07/03/2005. ويقدر عدد سكانها بـ 43742 نسمة حسب تقدير مكتب الإحصاء الياباني لعام 2012. تبلغ مساحة أكايوا 209.43 كم2. بكثافة سكانية تبلغ 209 نسمة/كم2.

## روابط خارجية
- الموقع الرسمي لمدينة أكايوا
- مكتب الإحصاءات البريطاني